# Festimad
 (juin 2019).
Festimad est un festival de rock alternatif et un événement culturel organisé chaque années à Madrid, en Espagne, depuis 1994, généralement au cours de la dernière semaine de mai. Festimad comprend plusieurs festivals culturels parallèles tels que Performa, Graffiti, Universimad ou Cinemad, bien que son événement principal reste le festival de musique, aux côtés du festival international de Benicàssim, principal concert de rock espagnol.